# 托马什·瓦平斯基
托马什·瓦平斯基（波蘭語：Tomasz Łapiński，1969年8月1日—），波兰男子足球运动员，司职后卫。他曾代表波兰国奥队参加1992年夏季奥林匹克运动会足球比赛，获得一枚银牌。